# 4508 Takatsuki
4508 Takatsuki је астероид главног астероидног појаса чија средња удаљеност од Сунца износи 2,195 астрономских јединица (АЈ).
Апсолутна магнитуда астероида је 13,5.